# Тверда порода
«Тверда порода» (вірм. Կարծր ապար) — радянський двосерійний художній фільм 1974 року, знятий режисерами Генріхом Маркаряном і Альбертом Мкртчяном на кіностудії «Вірменфільм». Екранізація роману Анаїта Секояна «Якби Воротан заговорив» (1973). Прем'єра фільму відбулася 21 листопада 1975 року.

## Сюжет
Фільм оповідає про будівництво однієї з найбільших гідростанцій Вірменії — Татевгес і показує у всій складності і багатогранності стосунків між людьми, їх духовне зростання. Через весь фільм проходить думка про віру в людей, в їх чесність і доброту, в силу творчої праці. Перед глядачами постають герої фільму, що належать до різних верств суспільства: старий майстер-гірник Гарегін; начальник республіканського «Гідроенергобуду» Вардан Севоян, розумний і енергійний, що не відступає перед труднощами; досвідчений педагог Тигран Марутян; молодий, відданий своїй справі інженер Бакур.

## У ролях
- Сос Саркісян — Вартан Рубенович Севоян
- Лоренц Арушанян — Хачатур
- Олександр Хачатрян — Бакур
- Овакім Галоян — Овсе
- Інга Будкевич — Тася
- Дарій Амірбекян — Наапет
- Левон Батікян — Гарегін
- Григорій Хачатрян — Зохраб
- Валентин Рудович — начальник
- Жирайр Карапетян — Казарян
- Размік Ароян — бульдозерист
- Левон Хачатрян — бандит, підручний Косого
- Арсеній Багратуні — старий
- Евеліна Шаїрян — секретарка
- Гай Хачатрян — Зохрак
- Отар Тер-Ованесян — бандит, підручний Косого
- Костянтин Екмекчян — Калафатіс
- Гегам Арутюнян — учасник наради
- Георгій Елбакян — учасник наради
- Хачик Назаретян — епізод

## Знімальна група
- Режисери — Генріх Маркарян, Альберт Мкртчян
- Сценаристи — Андрій Вердян, Анаїт Секоян
- Оператори — Артем Джалалян, Мартин Шахбазян
- Композитор — Едвард Мірзоян
- Художник — Степан Андранікян